# Fransgentiana
Fransgentiana (Gentiana septemfida) är en gentianaväxtart som beskrevs av Pallas. Enligt Catalogue of Life ingår Fransgentiana i släktet gentianor och familjen gentianaväxter, men enligt Dyntaxa är tillhörigheten istället släktet gentianor och familjen gentianaväxter. Arten har ej påträffats i Sverige.

## Underarter
Arten delas in i följande underarter:
- G. s. grossheimii
- G. s. kolakovskyi
- G. s. septemfida